# Coșbuc
Coșbuc [koʃˈbuk] (ungarisch Hordó) ist eine Gemeinde im Kreis Bistrița-Năsăud in Rumänien.

## Lage
Coșbuc liegt im Norden Siebenbürgens am Fluss Sălăuța. Durch den Ort verlaufen die Nationalstraße 17C und die Bahnstrecke Salva–Vișeu de Jos, an der sich im Norden des Ortes ein Bahnhof befindet. Im Süden liegt 7 km entfernt Salva.

## Geschichte
Bis 1925 war der Name des Dorfes Hordou. Die Umbenennung erfolgte zu Ehren des dort geborenen Schriftstellers George Coșbuc. Die Gemeinde wurde durch eine Verordnung vom 30. Mai 2004 neu organisiert; die Ortschaft Bichigiu kam hierdurch von Coșbuc zu Telciu.

## Bevölkerung
In der Gemeinde leben nahezu ausschließlich Rumänen. Bei der Volkszählung von 2002 bezeichnete sich von den damals 3006 Einwohnern (mit Bichigiu) einer als Roma, die übrigen als Rumänen.

## Persönlichkeiten
George Coșbuc wurde am 20. September 1866 im Dorf Hordou (jetzt Coșbuc) im Haus des griechisch-katholischen Pfarrers Sebastian Coșbuc geboren. Er verstarb am 9. Mai 1918 in Bukarest. George Coșbuc war Dichter, Übersetzer, Lehrer und Journalist und ab 1916 Mitglied der Rumänischen Akademie.

## Infrastruktur
Im Dorf gibt es neben einem Kindergarten eine Schule. 690 Haushalte werden in 652 Gebäuden ausgewiesen.

## Bilder

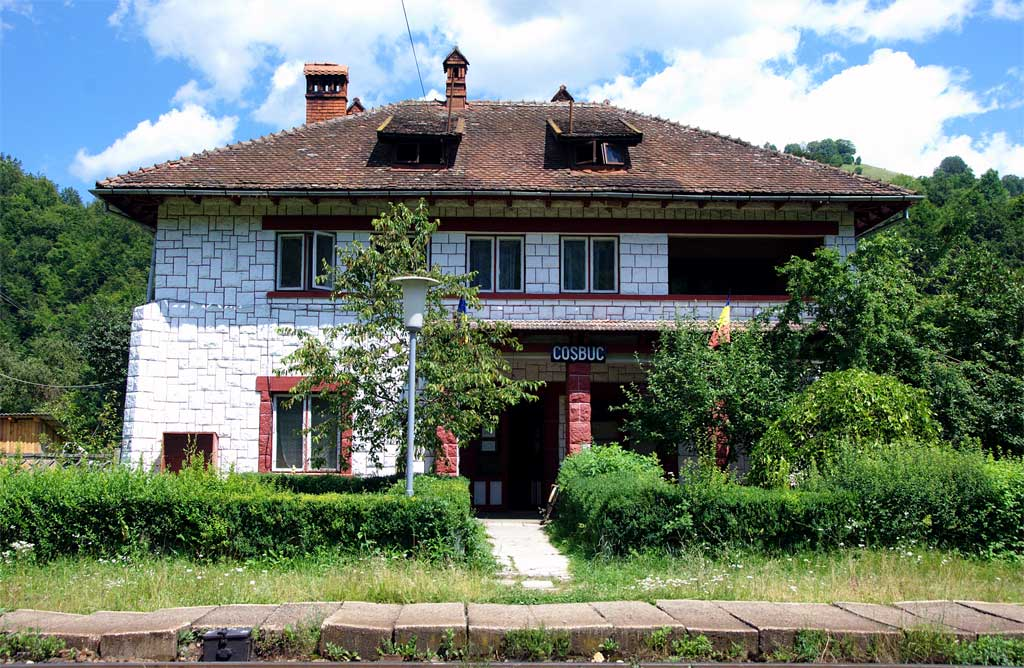
Bahnhof an der Bahnstrecke Salva–Vișeu de Jos im Norden des Dorfs
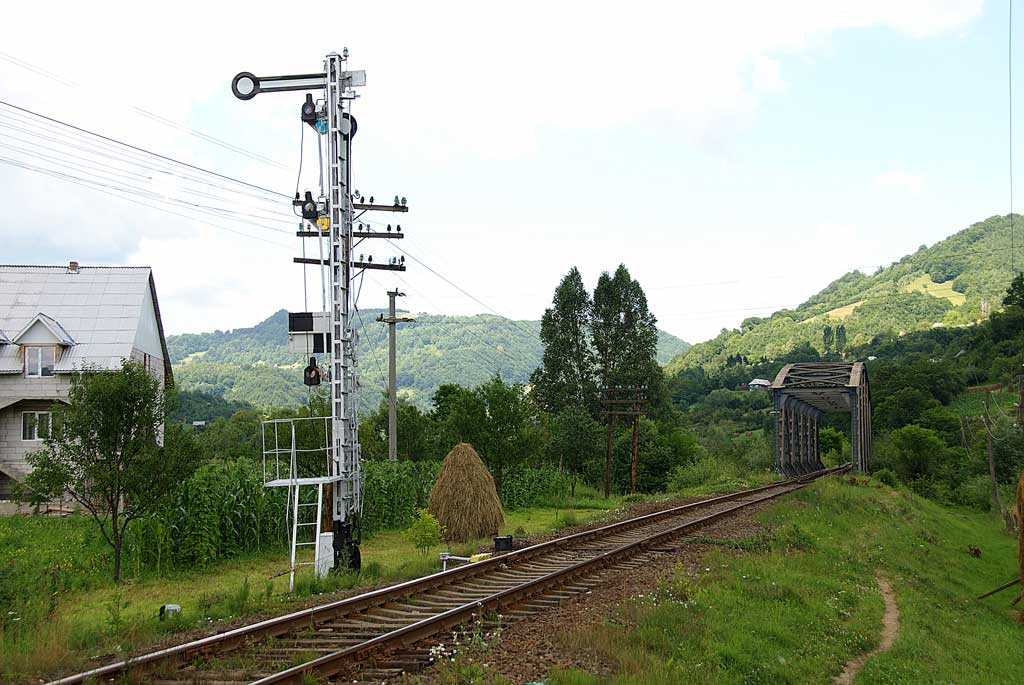
Nördliches Einfahrsignal und die Eisenbahnbrücke über den Sălăuța
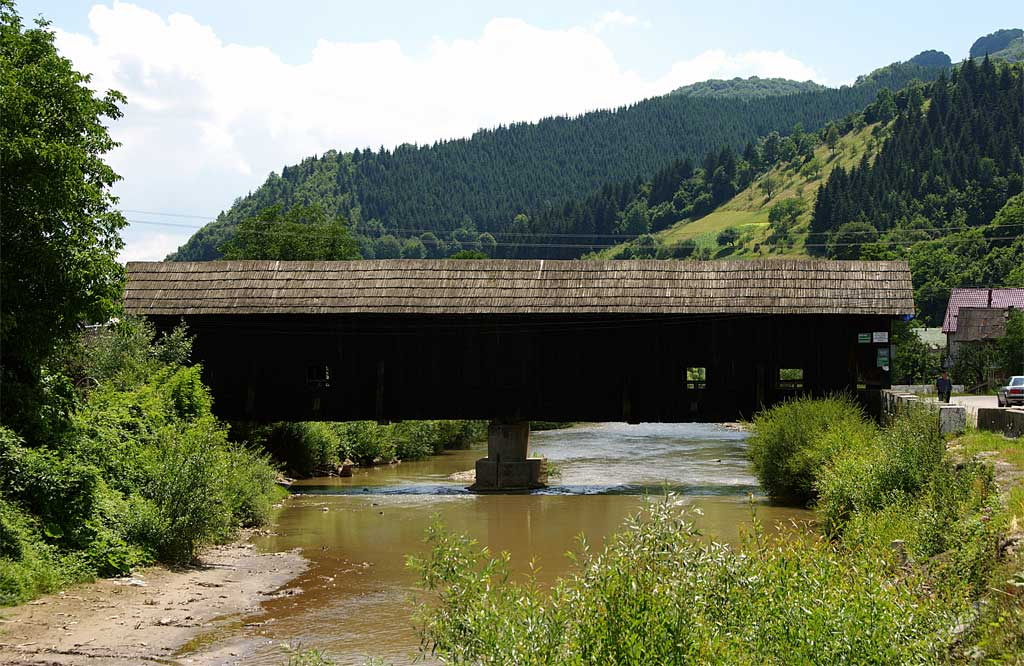
Holzbrücke über den Sălăuța
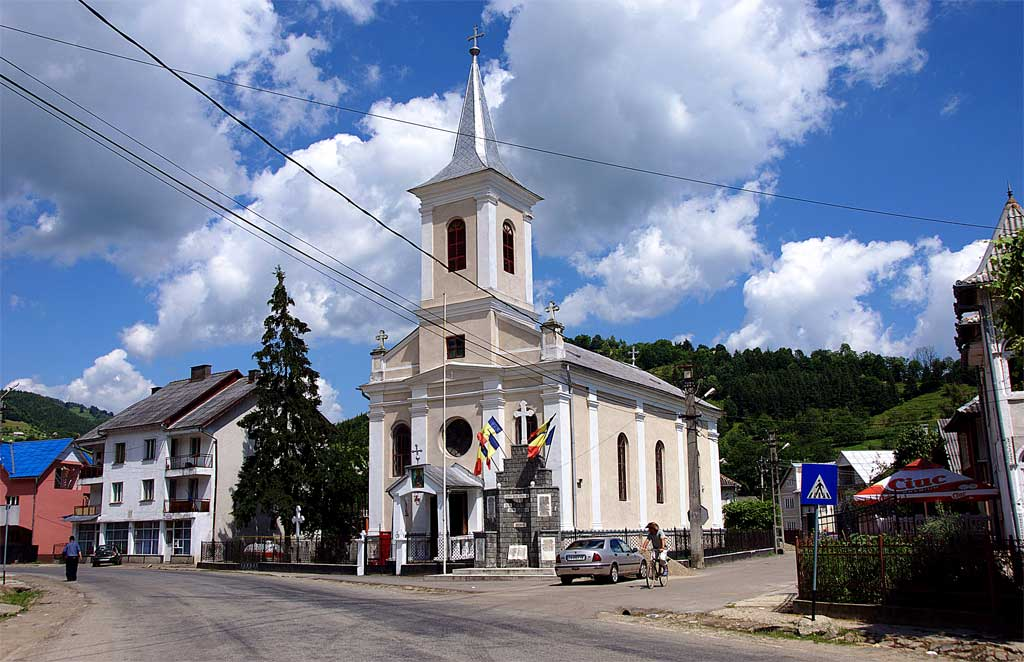
Kirche in der Ortsmitte; links wo das weiße Gebäude steht, befand sich die religiöse Schule, wo George Coșbuc 1871–1872 die 1. Klasse besuchte.
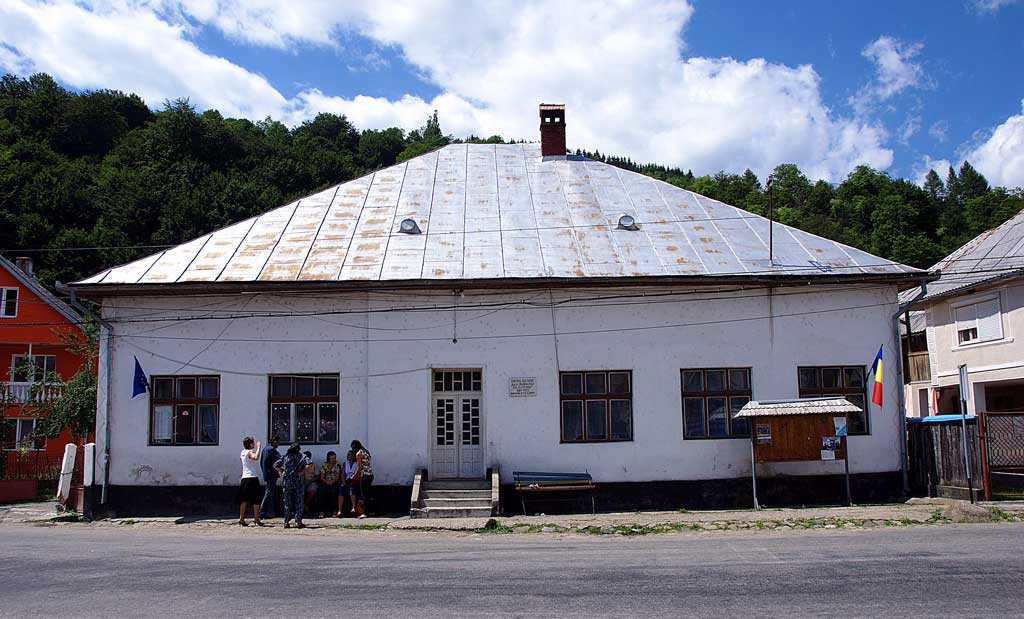
Kulturzentrum Iuliu Bugnariu-Sălăuțeanu
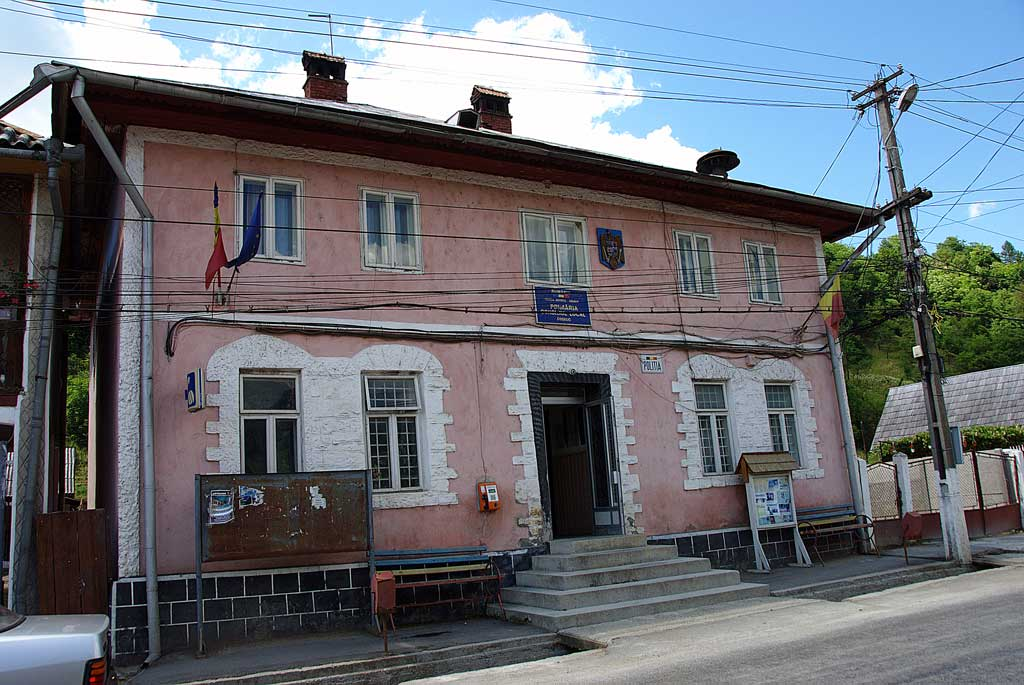
Polizeistation in der Ortsmitte